# 西南地笋
西南地笋（学名：Lycopus coreanus var. cavaleriei）为唇形科地笋属下的一个变种。